# NGC 1767
NGC 1767 (również ESO 56-SC31) – gromada otwarta powiązana z mgławicą emisyjną, znajdująca się w gwiazdozbiorze Złotej Ryby. Należy do Wielkiego Obłoku Magellana. Odkrył ją w 1834 roku John Herschel.